# نركلغة (سبيدار)
نرکلغة (بالفارسية: نرکلگه) هي قرية تقع في إيران في قسم سبیدار الريفي.